# Kostermanthus heteropetalus
Kostermanthus heteropetalus är en tvåhjärtbladig växtart som först beskrevs av George King och Benedetto Scortechini, och fick sitt nu gällande namn av Ghillean `Iain' Tolmie Prance. Kostermanthus heteropetalus ingår i släktet Kostermanthus och familjen Chrysobalanaceae. Inga underarter finns listade i Catalogue of Life.